# Степківський заказник
Сте́пківський зака́зник — ботанічний заказник місцевого значення в Україні. Розташований на території Уманського району Черкаської області, правий схил річки Ятрань, між селами Ятранівка і Степківка. 
Площа 4,5 га. Статус отриманий у 1993 році. Перебуває у віданні: Степківська сільська рада. 

## Галерея

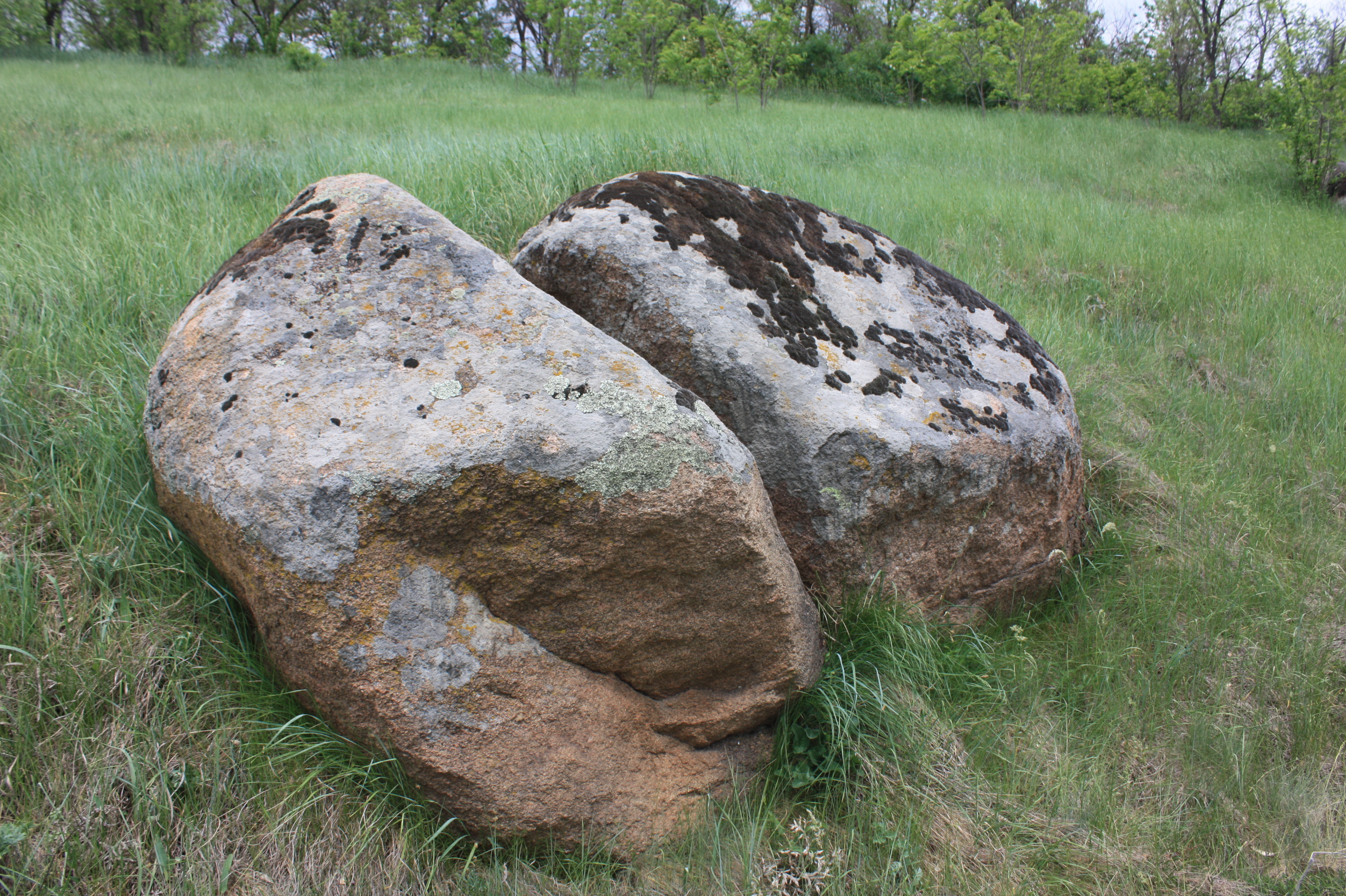
Виходи гранітів на березі річки Ятрань
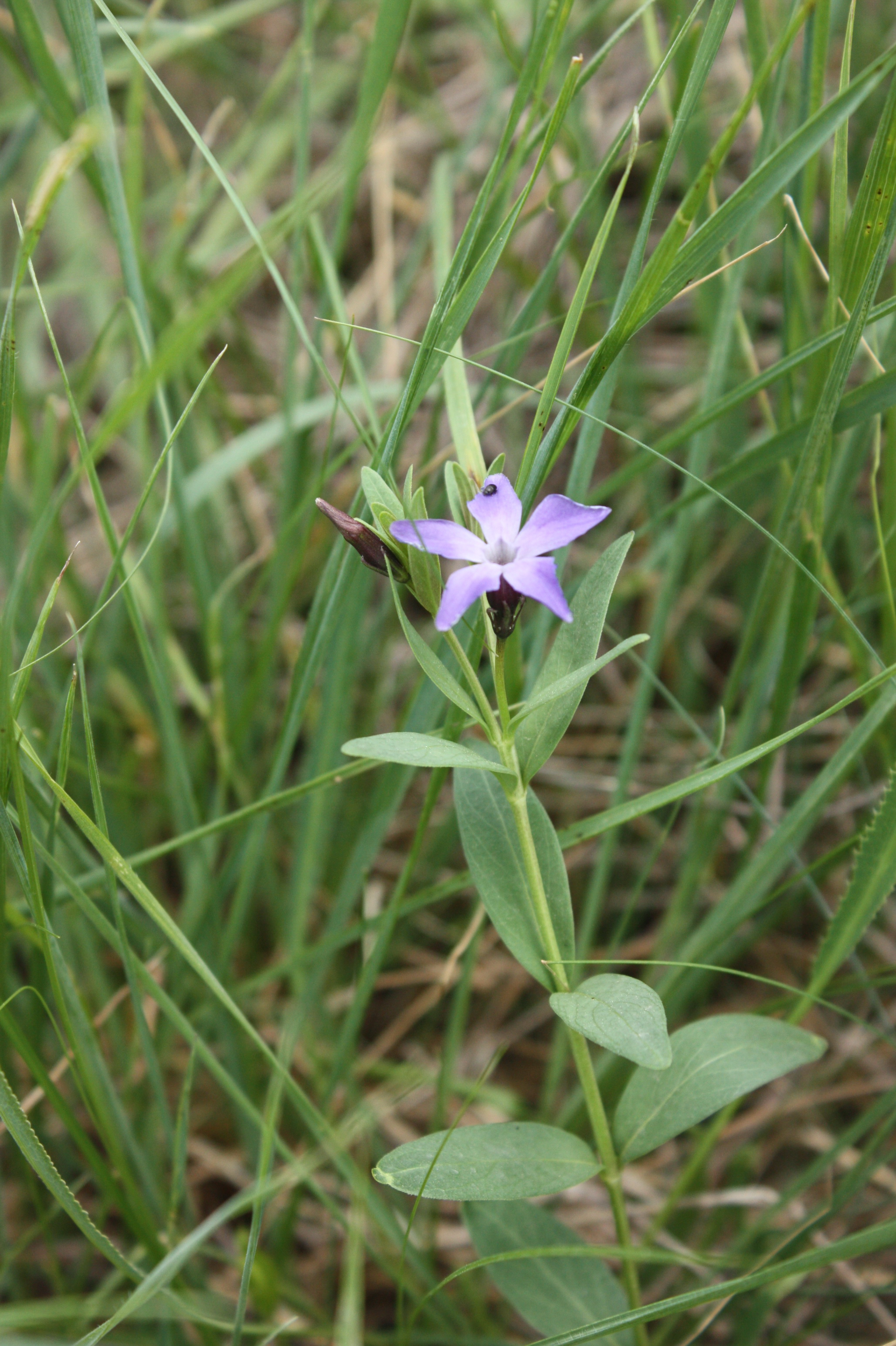
Барвінок трав'янистий
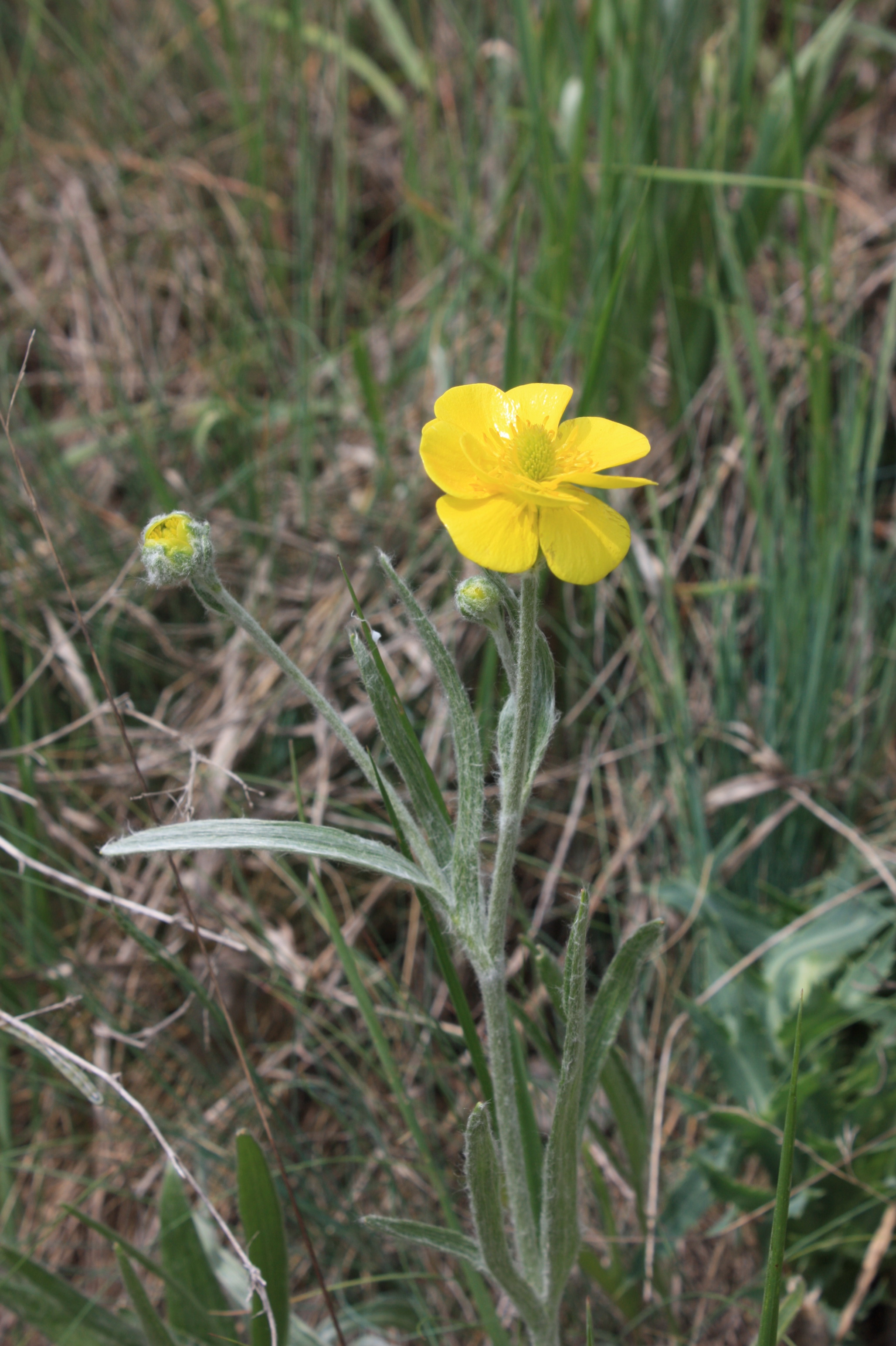
Жовтець ілірійський
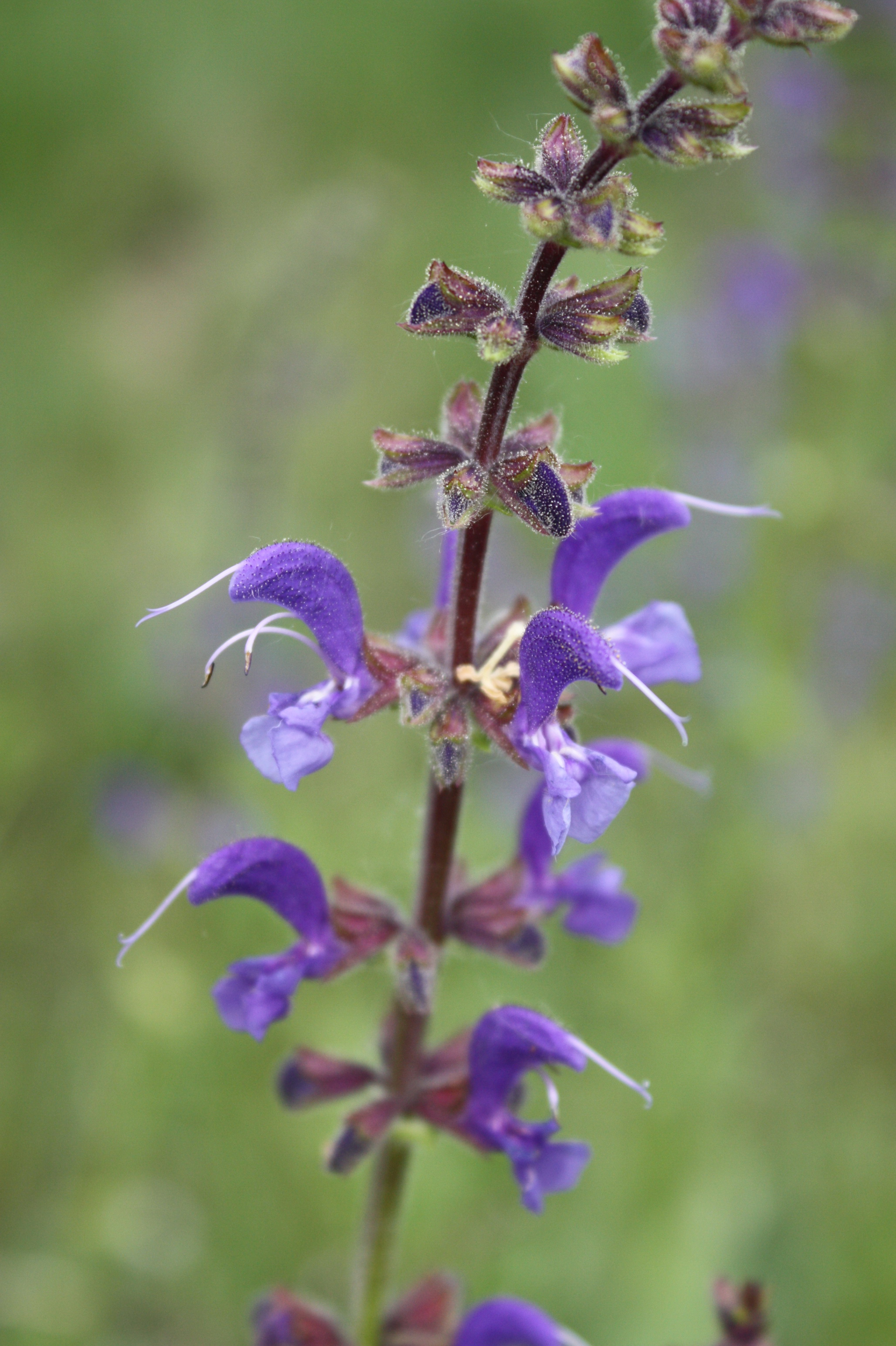
Шавлія лучна